# Willem Einthoven
Willem Einthoven (Semarang, 21. svibnja 1860. – Leiden, 29. rujna 1927.), nizozemski liječnik i fiziolog. 
Izumio je prvi praktični elektrokardiograf (EKG) 1903. godine i za njega dobio Nobelovu nagradu za fiziologiju ili medicinu 1924.g.

## Vanjske poveznice
- Informacijski portal Einthoven fundacije kardiologije - Povijesne slike  Arhivirana inačica izvorne stranice od 29. rujna 2007. (Wayback Machine)
- Citati Nobelove nagrade  Arhivirana inačica izvorne stranice od 6. ožujka 2005. (Wayback Machine)
- Einthovenov trokut